# طعيمة بن عدي
طعيمة بن عدي بن نوفل بن عبد مناف المكنى بأبي الريان (ت: 2هـ/ 624م)، أحد مشركي وسادة قريش، كان ممن يؤذي النبي محمد فيبالغ في أذاه ويشتمه ويسمعه ويكذبه، شهد يوم بدر وقتل الصحابي صفوان بن بيضاء، ثم أسر فأمر النبي محمد بقتله صبرا فقتل.
حدثني عبيد الله بن معاذ عن أبيه عن شعبة عن أبي بشر عن سعيد بن جبير قال: قتل رسول الله طعيمة بن عدي صبرا، وكان الذي قتل طعيمة هو حمزة بن عبد المطلب.

## نسبه وعائلته
هو طعيمة بن عدي بن نوفل بن عبد مناف بن قصي بن كلاب بن مره بن كعب بن لؤي بن غالب بن فهر بن مالك بن النضر بن كنانة بن خزيمة بن مدركة بن إلياس بن مضر بن نزار بن معد بن عدنان.
- ولده: عدي بن نوفل بن عبد مناف وهو أحد سادات قريش في الجاهلية، وكانت له سقاية الحجيج بمكة، وكان يسقي عليها اللبن والعسل.[5]
- والدته: فاتخة بنت عباس بن عامر بن حي بن رعل بن عوف بن أمرئ القيس بن بهثة بن سليم بن منصور.[6]
- الإخوة : المُطعم، والخيار، والصالح واسمه عبيد الله، والمبارك واسمه عبد الله.[7]